# Jurica Vranješ
Jurica Vranješ (Osijek, 31 gennaio 1980) è un ex calciatore croato, di ruolo centrocampista.

## Palmarès

### Club

#### Competizioni nazionali
- Coppa di Croazia: 1

Osijek: 1998-1999
- Coppa di Lega tedesca: 1

Werder Brema: 2006
- Coppa di Germania: 1

Werder Brema: 2008-2009